# Siergiej Trietiakow
Pułkownik Siergiej Tretjakow (ang. Sergei Tretyakov, ros. Сергей Третяков) (ur. 5 października 1956 w Moskwie, zm. 13 czerwca 2010 na Florydzie) – funkcjonariusz radzieckiego KGB, po 1991 r. rosyjskiej SWR. W 2000 r. uciekł z Rosji do USA i podjął współpracę z CIA.
W wywiadzie dla Washington Post opublikowanym w 2007 roku poinformował m.in. o gigantycznych wyłudzeniach pieniędzy z ONZ (Rosja miała wyłudzić ponad 500 mln USD), nadużyciach w programie „Ropa za żywność” i innych działaniach rosyjskiego wywiadu.